# Willem Johan Jacob Cornelis Bijleveld
Willem Johan Jacob Cornelis Bijleveld (Haarlem, 12 april 1878 – Oegstgeest, 30 augustus 1952) was een Nederlands archivaris, bestuurder, genealoog en historicus.

## Leven en werk
Willem Johan Jacob Cornelis (Jan) Bijleveld werd in 1878 in Haarlem geboren als een zoon van Emil Pieter Hendrik Marie Bijleveld, directeur van de Koninklijke Nederlandse Stoomboot-Maatschappij, en van Bertha Johanna Wilhelmina van der Vliet. Na vier jaar de opleiding aan het Stedelijk Gymnasium Haarlem te hebben gevolgd was hij drie jaar kostschoolleerling aan het Instituut Noorthey te Voorschoten.
Van 1897 tot 1901 studeerde hij rechten aan de Universiteit Leiden. Hij begon zijn carrière in 1901 bij het gemeentearchief van Leiden. In 1912 werd hij benoemd tot adjunct-archivaris. Vanaf 1919 werkte Bijleveld voor zichzelf en publiceerde diverse historische studies. Bijleveld werd in 1899 lid van de Koninklijk Nederlandsch Genootschap voor Geslacht- en Wapenkunde. Vanaf 1922 was hij bestuurslid van dit genootschap. Hij was lid van de Maatschappij der Nederlandse Letterkunde, en medeoprichter en hoofdredacteur van het Nederland's Adelsboek en secretaris van het Genootschap Noorthey.
Bijleveld trouwde op 23 mei 1906 te Oegstgeest met Adriana Catharina de Kempenaer, uit hun huwelijk werden zes kinderen geboren, waaronder Thomas Theodorus Mattheus Hubertus, de latere burgemeester van Breukelen en Rhenen.